# Сбориште
Сбо́риште (болг. Сборище) — село в Сливенській області Болгарії. Входить до складу общини Твирдиця.

## Населення
За даними перепису населення 2011 року у селі проживали 1790 осіб.
Національний склад населення села:
| Національність   | Кількість осіб | Відсоток |
| ---------------- | -------------- | -------- |
| болгари          | 1256           | 72,8 %   |
| цигани           | 458            | 26,5 %   |
| не визначились   | 10             | 0,6 %    |
| Всього відповіли | 1726           |          |

Розподіл населення за віком у 2011 році:
Динаміка населення: